# Vasláb község
Vasláb község (románul: Comuna Voșlăbeni) község Hargita megyében, Romániában. Központja Vasláb, hozzá tartozik Marosfő.

## Népessége
A 2011-es népszámlálás adatai alapján a község népessége 1929 fő volt.